# خوسيه توماس بونس
خوسيه توماس بونس (بالإسبانية: José Tomás Ponce)‏ هو سياسي هندوراسي، ولد في 1 يوليو 1952. حزبياً، نشط في الحزب الليبرالي الهندوراسي. وقد انتخب نائب في المؤتمر الوطني في هندوراس.